# Пітер Меттьюз
Пітер Меттьюз (англ. Peter Matthews, нар. 13 листопада 1989) — ямайський спринтер, срібний призер Олімпійських ігор 2016 року.

## Виступи на Олімпіадах
| Олімпіада           | Дисципліна            | Місце |
| ------------------- | --------------------- | ----- |
| Ріо-де-Жанейро 2016 | естафета 4×400 метрів | 2     |

## Зовнішні посилання
- Пітер Меттьюз Профіль у IAAF (англ.)
- Пітер Меттьюз — олімпійська статистика на сайті Sports-Reference.com (англ.) (архівна версія)